# Jesús Gómez
Jesús Gómez Santiago (Burgos, 24 aprile 1991) è un mezzofondista spagnolo.

## Palmarès
| Anno | Manifestazione          | Sede          | Evento          | Risultato  | Prestazione | Note |
| ---- | ----------------------- | ------------- | --------------- | ---------- | ----------- | ---- |
| 2017 | Europei di cross        | Šamorín       | Staffetta mista | Bronzo     | 18'26"      |      |
| 2018 | Giochi del Mediterraneo | Tarragona     | 1500 m piani    | 7º         | 3'40"43     |      |
| 2019 | Europei indoor          | Glasgow       | 1500 m piani    | Bronzo     | 3'44"39     |      |
| 2019 | Mondiali                | Doha          | 1500 m piani    | Semifinale | 3'40"29     |      |
| 2021 | Europei indoor          | Toruń         | 1500 m piani    | Bronzo     | 3'38"47     |      |
| 2021 | Giochi olimpici         | Tokyo         | 1500 m piani    | Semifinale | 3'44"46     |      |
| 2022 | Europei                 | Monaco        | 4×100 m         | Batteria   | 39"14       |      |
| 2022 | Europei di cross        | Venaria Reale | Staffetta mista | Argento    | 17'24"      |      |
| 2023 | Europei indoor          | Istanbul      | 1500 m piani    | 4º         | 3'38"11     |      |
| 2024 | Europei di cross        | Antalya       | Staffetta mista | 5º         | 18'27"      |      |

## Campionati nazionali
2018
- Oro ai campionati spagnoli, 1500 m piani - 3'38"67
- Bronzo ai campionati spagnoli indoor, 1500 m piani - 3'44"24

2019
- Argento ai campionati spagnoli, 1500 m piani - 3'42"68
- Oro ai campionati spagnoli indoor, 1500 m piani - 3'41"37

2020
- Bronzo ai campionati spagnoli, 1500 m piani - 3'45"15
- Oro ai campionati spagnoli indoor, 1500 m piani - 3'49"08

2021
- Oro ai campionati spagnoli indoor, 1500 m piani - 3'49"32

## Altre competizioni internazionali
2018
- 19º alla San Silvestre Vallecana ( Madrid) - 29'43"

2020
- 4º al DN Galan ( Stoccolma), 1500 m piani - 3'33"46
- 6º all'Herculis ( Monaco), 1500 m piani - 3'33"07
- Argento al Memorial Van Damme ( Bruxelles), 1500 m piani - 3'34"64
- 35º alla San Silvestre Vallecana ( Madrid) - 30'27"

2021
- 20º alla San Silvestre Vallecana ( Madrid) - 29'50"